# Данило Мијатовић
Данило Мијатовић (Титов Врбас, 6. август 1983) је српски кошаркаш. Игра на позицији крилног центра.

## Каријера
Каријеру је почео у свом родном месту наступајући за КК Врбас. Из Врбаса је прешао у КК Нови Сад, а касније је играо и за суботички Спартак. Године 2006. прешао је у вршачки Свислајон Таково. Тим се 2009. преселио у Крагујевац и понео име Раднички, а Мијатовић је са њима остао све до 2013. године. Сезону 2013/14. провео је у пољском Анвилу из Влоцлавека. Наредну сезону започео је у румунској екипи Тимба Темишвар, али се у марту 2015. преселио у МЗТ из Скопља. Са МЗТ-ом је остао до краја сезоне 2015/16. и за то време учествовао у освајању два првенства и једног купа Македоније. Сезону 2016/17. започео је у дресу Куманова, али се у марту 2017. вратио у МЗТ и помогао им у освајању још једног националног првенства. Од 2017. до 2019. је играо за Блокотехну.

## Успеси

### Клупски
- МЗТ Скопље:
  - Првенство Македоније (3): 2014/15, 2015/16, 2016/17.
  - Куп Македоније (1): 2016.